# Giljadalabrúnir
Giljadalabrúnir är ett berg i republiken Island. Det ligger i regionen Austurland, 300 km öster om huvudstaden Reykjavík. Toppen på Giljadalabrúnir är 838 meter över havet, eller 161 meter över den omgivande terrängen. Bredden vid basen är 2,8 km.
Trakten runt Giljadalabrúnir är nära nog obefolkad, med mindre än två invånare per kvadratkilometer. Närmaste större samhälle är Höfn, omkring 17 kilometer söder om Giljadalabrúnir. Trakten runt Giljadalabrúnir består i huvudsak av gräsmarker.